# Bordj Badji Mokhtar
Bordj Badji Mokhtar es un municipio de la provincia o vilayato de Bordj Badji Mokhtar en Argelia. En agosto de 2011 tenía una población censada de 16 437 habitantes.
Se encuentra ubicado al suroeste del país, en el desierto del Sahara.